# زمین‌لرزه ۱۹۹۹ چمولی

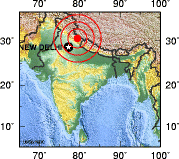
شماتیک زمین‌لرزه چمولی

زمین‌لرزه چمولی  در تاریخ ۲۸ مارس ۱۹۹۹ میلادی، برابر با ‎۸ فروردین ۱۳۷۸، ساعت ۱۹:۰۵:۱۱ به زمان یوتی‌سی در هند، منطقه چمولی رخ داد. ژرفای این زلزله ۷٫۸ کیلومتر بود، و بزرگی آن ۶٫۵ در مقیاس Mw اعلام شده‌است. زمین‌لرزه به وقت محلی در روز دوشنبه، ساعت ۰٫۵ روی داده و منطقه زمانی آن یوتی‌سی +۵٫۵ بوده‌است.
سازمان زمین‌شناسی آمریکا نیز رومرکز این زمین‌لرزه را در مختصات ۳۰°۳۰′۴۳″شمالی ۷۹°۲۴′۱۱″شرقی / ۳۰٫۵۱۲°شمالی ۷۹٫۴۰۳°شرقی و ژرفای آن را در ۱۵ کیلومتر گزارش کرده‌است. بزرگی برگزیدهٔ این سازمان از میان بزرگی‌های محاسبه‌شدهٔ مختلف ۶٫۶ در مقیاس Mw بوده و از دید اثر، در میان چهار دسته‌بندی «نامحسوس»، «محسوس»، «زیان‌آور» یا «با تلفات»، زلزله را «با تلفات» اعلام کرده‌است. بالای ۲۱۱۰۰ ساختمان در زمین‌لرزه خراب شده‌است.رانش زمین در آن به وجود آمده‌است.
پروژهٔ «تنسور گشتاور مرکزوار» زاویه‌های (راستا، شیب، ریک) گسل سازندهٔ زمین‌لرزه و صفحه عمود بر آن را (°۲۸۰، °۷، °۷۵) یا (°۱۱۵، °۸۳، °۹۲) و نوع گسل را«معکوس» فرارسانده‌است.
شمار کشتگان زلزله حدود ۱۰۰ نفر بوده‌است. تعداد زخمیان ۳۹۵ نفر برآورده شده‌است. بی‌خانمان شدگان نیز ۱۰۵۵۰۰ نفر اعلام شده‌است.